# In difesa di Jacob
In difesa di Jacob (Defending Jacob) è una miniserie televisiva statunitense del 2020, tratta dall'omonimo romanzo di William Landay. 
La miniserie è uscita sulla piattaforma Apple TV+ il 24 aprile 2020.

## Trama
Andy Barber, assistente procuratore distrettuale di una cittadina del Massachusetts, farà di tutto per difendere il figlio quattordicenne Jacob, dopo che è stato accusato dell'omicidio di un compagno di classe.

## Puntate
| nº | Titolo originale   | Titolo italiano       | Pubblicazione  |
| -- | ------------------ | --------------------- | -------------- |
| 1  | Pilot              | Pilota                | 24 aprile 2020 |
| 2  | Everything Is Cool | Va tutto bene         | 24 aprile 2020 |
| 3  | Poker Faces        | Facce impassibili     | 24 aprile 2020 |
| 4  | Damage Control     | Limitazione dei danni | 1º maggio 2020 |
| 5  | Visitors           | Visitatori            | 8 maggio 2020  |
| 6  | Wishful Thinking   | Illusioni             | 15 maggio 2020 |
| 7  | Job                | Lavoro                | 22 maggio 2020 |
| 8  | After              | Dopo                  | 29 maggio 2020 |

### Pilota
- Titolo originale: Pilot
- Diretto da: Morten Tyldum
- Scritto da: Mark Bomback

#### Trama
- Durata: 47 minuti

### Va tutto bene
- Titolo originale: Everything Is Cool
- Diretto da:Morten Tyldum
- Scritto da: Mark Bomback

#### Trama
- Durata: 47 minuti

### Facce impassibili
- Titolo originale: Poker Faces
- Diretto da: Morten Tyldum
- Scritto da: Mark Bomback

#### Trama
- Durata: 52 minuti

### Limitazione dei danni
- Titolo originale: Damage Control
- Diretto da: Morten Tyldum
- Scritto da: Mark Bomback

#### Trama
- Durata: 50 minuti

### Visitatori
- Titolo originale: Visitors
- Diretto da: Morten Tyldum
- Scritto da: Mark Bomback

#### Trama
- Durata: 50 minuti

### Illusioni
- Titolo originale: Wishful Thinking
- Diretto da: Morten Tyldum
- Scritto da: Mark Bomback

#### Trama
- Durata: 48 minuti

### Lavoro
- Titolo originale: Job
- Diretto da: Morten Tyldum
- Scritto da: Mark Bomback

#### Trama
- Durata: 55 minuti

### Dopo
- Titolo originale: After'
- Diretto da: Morten Tyldum
- Scritto da: Mark Bomback

#### Trama
- Durata: 67 minuti

## Personaggi e interpreti

### Personaggi principali
- Andrew Stephen "Andy" Barber, interpretato da Chris Evans, doppiato da Marco Vivio.
- Laurie Barber, interpretata da Michelle Dockery, doppiata da Benedetta Degli Innocenti.
- Jacob Owen Barber, interpretato da Jaeden Martell, doppiato da Tito Marteddu.
- Joanna Klein, interpretata da Cherry Jones, doppiata da Angiola Baggi.
- Neal Logiudice, interpretato da Pablo Schreiber, doppiato da Riccardo Scarafoni.
- Pam Duffy, interpretata da Betty Gabriel, doppiata da Perla Liberatori.
- Lynn Canavan, interpretata da Sakina Jaffrey, doppiata da Tiziana Avarista.

### Personaggi ricorrenti
- Elizabeth Vogel, interpretata da Poorna Jagannathan, doppiata da Claudia Razzi.
- Leonard Patz, interpretato da Daniel Henshall, doppiato da Stefano Crescentini.
- Derek Yoo, interpretato da Ben Taylor.
- Sarah Grohl, interpretata da Jordan Alexa Davis.
- William Barber, interpretato da J. K. Simmons, doppiato da Mario Bombardieri.
- Dan Rifkin, interpretato da Patrick Fischler, doppiato da Oreste Baldini.
- James O'Leary, interpretato da William Xifaras.

### Personaggi secondari
- Paula Duffy, interpretata da Betty Gabriel, doppiata da Perla Liberatori.
- Reiko Ishida, interpretata da Devon Diep, doppiata da Antonella Baldini.
- Matt McGrath, interpretato da Hale Lytle, doppiato da Lorenzo Crisci.

## Distribuzione

### Edizione italiana
La direzione del doppiaggio è di Teo Bellia e i dialoghi italiani sono curati da Barbara Bregant e Carlo Scipioni per conto della Dubbing Brothers Int. Italia che si è occupata anche della sonorizzazione.

## Accoglienza

### Critica
Sull'aggregatore di recensioni Rotten Tomatoes la serie riceve il 55% delle recensioni professionali positive, mentre su Metacritic ha un punteggio di 61 su 100 basato su 23 recensioni.